# Sylvia Smit
Sylvia Smit (* 4. Juli 1986 in Stadskanaal) ist eine niederländische Fußballspielerin und aktuelle Nationalspielerin, die seit 2011 beim PEC Zwolle unter Vertrag steht.

## Karriere
Seit der Gründung der Eredivisie 2007 spielte Smit beim FC Twente Enschede und beim SC Heerenveen, für die sie jeweils zweistellig traf.
Ihr erstes Länderspiel machte sie am 6. August 2004 bei der 0:2-Niederlage gegen Japan. Am 25. November 2012 machte sie beim 2:0 gegen Wales als sechste Niederländerin ihr 100. Länderspiel. In mittlerweile 101 Spielen erzielte sie 30 Tore, davon sechs beim 13:1-Rekordsieg gegen Mazedonien am 29. Oktober 2009.
Sie stand im Kader für die EM 2013, kam aber nur im letzten Gruppenspiel zu einem Kurzeinsatz und schied mit ihrer Mannschaft bereits nach der Vorrunde aus.

## Erfolge
- Niederländische Pokalsiegerin 2005 und 2008

## Auszeichnungen
- Torschützenkönigin der Hoofdklasse 2006/07
- Torschützenkönigin der Eredivisie 2008/09 mit 14 Toren[3]